# Sprawa morderstwa smoka
Sprawa morderstwa smoka (ang. The Dragon Murder Case) – powieść kryminalna S.S. van Dine’a. Wydana po raz pierwszy w 1933 roku jako siódma część cyklu z detektywem Philo Vance. W języku polskim wydana dopiero w 2024.

## Fabuła
Podobnie jak w poprzednich tomach cyklu z Philo Vance, akcja dzieje się w Nowym Jorku, tym razem na Manhattanie. W dzielnicy Inwood znajduje się stara rezydencja rodziny Stammów z rozległym parkiem i jeziorem, nazywanym Smoczym na podstawie indiańskich legend. W rezydencji ma miejsce spotkanie grupy znajomych. Następnie zabawa przenosi się nad Jezioro Smocze. Młody aktor o nazwisku Montague skacze jako pierwszy do jeziora i nie wynurza się. Pozostali uczestnicy spotkania przeszukują jezioro w poszukiwaniu ciała lub żywego człowieka, ale nikogo nie znajdują. O sprawie zostaje powiadomiony sierżant Heath i biuro zabójstw policji w Nowym Jorku. Prokurator okręgowy hrabstwa Nowy Jork, John F. X. Markham długo pozostaje sceptyczny, czy w ogóle ma do czynienia ze zbrodnią. Philo Vance rozpoczyna dochodzenie w sprawie tajemniczego zniknięcia aktora i już niebawem na dnie jeziora znajduje ślady smoczych pazurów.

## Miejsce akcji
Cechą charakterystyczną powieści S.S. van Dine’a jest umieszczanie akcji w faktycznie istniejących miejscach: park Inwood, Indian Caves, doły polodowcowe na obrzeżach Inwood, cieśnina Spuyten Duyvil.
Posiadłość w powieści została oparta na Tryon Hall, zbudowanym w 1907 roku przez C.K.G. Billingsa, emerytowanego prezesa Chicago Coke and Gas Company. W 1917 roku sprzedał on rezydencję Johnowi D. Rockefellerowi Jr.. Posiadłość spłonęła w 1926 roku, a Rockefeller przekształcił ją i inne nieruchomości w Fort Tryon Park, który następnie przekazał miastu Nowy Jork.

## Ekranizacje
- The Dragon Murder Case z 1934 r. z Warrenem Williamem w roli Philo Vance’a[3].